# Psi Ophiuchi
Psi Ophiuchi (ψ Ophiuchi / 4 Ophiuchi / HD 147700) es una estrella en la constelación de Ofiuco, el portador de la serpiente, de magnitud aparente +4,49.
Se localiza a 1,5º de la eclíptica, la línea aparente trazada por el Sol en el firmamento a medida que la Tierra se mueve alrededor de él.
Psi Ophiuchi es una gigante naranja de tipo espectral K0III con una temperatura entre 4775 y 4840 K.
Tiene un radio 12 veces más grande que el radio solar, siendo 66 veces más luminosa que el Sol.
Es una estrella no muy distinta a Cebalrai (β Ophiuchi) o κ Ophiuchi, en esta misma constelación.
Gira lentamente sobre sí misma, con una velocidad de rotación proyectada de 1,72 km/s.
Su metalicidad —abundancia relativa de elementos más pesados que el helio— es menor que la solar en un 22%; por el contrario, la relación entre los contenidos de bario y hierro es notablemente superior a la del Sol ([Ba/Fe] = +0,24).
Su masa se estima entre 1,94 y 2,35 masas solares y tiene una edad aproximada de 776 millones de años.
Se encuentra a 178 años luz del sistema solar.